# Шинкарьов Олександр Федорович
Олександр Федорович Шинкарьов (1906, станція Синельникове, тепер місто Дніпропетровської області — ?) — український радянський діяч, керуючий справами РНК УРСР, міністр промисловості будівельних матеріалів УРСР. Депутат Верховної Ради УРСР 2—3-го скликань. Член Ревізійної Комісії КП(б)У в 1949—1952 роках.

## Життєпис
Народився в родині робітника-залізничника. Трудову діяльність розпочав у 1921 році робітником цегельно-керамічного заводу, на якому пропрацював до 1924 року. У 1922 році вступив до комсомолу.
З 1924 року — на комсомольській, радянській та господарській роботі районного, обласного і республіканського значення.
Член ВКП(б) з 1930 року.
Освіта вища. Навчався в Харківському будівельному інституті, Московському заочному силікатному інституті.
До травня 1938 року — начальник групи протиповітряної оборони (ППО) Ради народних комісарів Української РСР.
У травні 1938 — червні 1940 року — керуючий справами Ради народних комісарів Української РСР. З 1941 року працював заступником народного комісара промисловості будівельних матеріалів УРСР.
З 1941 року — у Червоній армії, учасник німецько-радянської війни. З 1942 року — на відповідальній роботі в Українському штабі партизанського руху.
У грудні 1944 — 12 квітня 1946 року — заступник народного комісара промисловості будівельних матеріалів Української РСР.
12 квітня 1946 — 6 травня 1952 року — міністр промисловості будівельних матеріалів Української РСР.
У 1952 — травні 1953 року — заступник начальника «Укрводбуду» із загальних питань.
З травня 1953 року — начальник Головного управління порцеляно-фаянсової промисловості Міністерства місцевої та паливної промисловості Української РСР.
З червня 1957 року — начальник управління порцеляно-фаянсової та скляної промисловості Ради народного господарства (раднаргоспу) Київського економічного адміністративного району.
Подальша доля невідома.

## Звання
- майор

## Нагороди
- орден Леніна (23.01.1948)
- два ордени Вітчизняної війни 1-го ступеня (.05.1945, 6.04.1985)
- ордени
- медаль «Партизанові Вітчизняної війни» 1-го ст. (25.10.1944)
- медаль «За бойові заслуги» (6.11.1945)
- медаль «За оборону Сталінграда» (1942)
- медаль «За перемогу над Німеччиною у Великій Вітчизняній війні 1941—1945 рр.»
- медаль «За доблесну працю у Великій Вітчизняній війні 1941—1945 рр.»
- медалі